# تيري وايت
تيري وايت (بالإنجليزية: Terry White) هو صيدلي وسياسي أسترالي، ولد في 3 سبتمبر 1936 في أستراليا. حزبياً، نشط في Queensland Liberal Party ‏. وقد انتخب عضو المجلس التشريعي ولاية كوينزلاند.